# Nikos Filippou
Nikolaos Filippou, detto Nikos (in greco Νικόλαος "Νίκος" Φιλίππου?; Giannina, 15 luglio 1962), è un ex cestista greco.

## Carriera
Con la Grecia ha disputato i Campionati mondiali del 1986 e due edizioni dei Campionati europei (1987, 1989).

## Palmarès
- Campionato greco: 9

Aris Salonicco: 1982-83, 1984-85, 1985-86, 1986-87, 1987-88, 1988-89, 1989-90, 1990-91
PAOK Salonicco: 1991-92
- Coppa di Grecia: 5

Aris Salonicco: 1985, 1986-87, 1987-88, 1988-89, 1989-90